# Liisa Tiittula
Liisa Tiittula, född 28 oktober 1950 i Tammerfors, är en finsk professor i tyska vid Helsingfors universitet.

## Karriär
Liisa Tiittula var professor i tyska vid Tammerfors universitet från 1995 till 2010, och från samma år professor vid Helsingfors universitet i tysk översättning. Dessutom har Tiittula arbetat som gästprofessor i översättningsstudier vid universitetet i Graz i Österrike.
Tiittula har under lång tid samarbetat med forskare vid Institut für Deutsche Sprache i Mannheim, Tyskland, och har deltagit i flera IDS-forskningsprojekt.
Liisa Tiittula har i sin forskning bland annat behandlat fingerad muntlighet i skönlitteratur, skrivtolkning och fackspråk.

## Medlemskap
Liisa Tiittula är ledamot av Finska vetenskapsakademien sedan 2009.        

## Publikationer (urval)
- Wie kommt man zu Wort ?: zum Sprecherwechsel im Finnischen unter fremdsprachendidaktischer Fragestellnung, Liisa Tiittula. Frankfurt a. M .: Lang, 1987. - (Werkstattreihe Deutsch als Fremdsprache, ISSN 0721-4278; Bd 19. ). ISBN 3-8204-9891-5 .
- Puheen illuusio suomenkielisessä kaunokirjallisuudessa. Liisa Tiittula och Pirkko Nuolijärvi. Helsingfors: Finska Litteratursällskapet, 2013 - (Finska Litteratursällskapets utgåvor, ISSN 0355-1768; 1401. ). ISBN 978-952-222-416-3 .